# Иванов, Денис Евгеньевич
Денис Евгеньевич Иванов (27 июля 1981, Тамбовская область, РСФСР, СССР — 17 июля 2023, Украина) — российский военнослужащий, полковник, командир 123-й мотострелковой бригады 2-го армейского корпуса Министерства обороны России. Герой Луганской Народной Республики и Герой Российской Федерации (посмертно, 2023).

## Биография
Родился в Тамбовской области.
Попал на фронт[уточнить] в 2014 году, прошёл путь от рядового до командира 2-й бригады Народной милиции ЛНР, впоследствии переименованной в 123-ю бригаду 2-го армейского корпуса Министерства обороны России.
17 июля 2023 года погиб на Украине в возрасте 41 года, в ходе вторжения России на Украину. Причиной гибели стал удар дрона-камикадзе. Похоронен в Тамбовской области.

## Личная жизнь
Был женат, остались двое детей: дочь и сын.

## Память
- 28 июля 2023 года Врио главы Луганской Народной Республики присвоили улице в Луганске имя Героя России и ЛНР Дениса Иванова[1].

## Звания и награды
- Герой Российской Федерации[2]
- Герой ЛНР[1]
- орден Александра Невского,
- орден Мужества,
- медаль ордена «За заслуги перед Отечеством» 2 степени с мечами,
- медаль Суворова